# ۱۰ دقیقه و ۳۸ ثانیه در این دنیای عجیب
۱۰ دقیقه ۳۸ ثانیه در این دنیای عجیب (ترکی استانبولی: On Dakika Otuz Sekiz Saniye) یک رمان است که توسط نویسنده ترک الف شفق و یازدهمین کار اوست. این کتاب داستان یک زن کارگر جنسی در استانبول است که در سال ۲۰۱۹ توسط وایکینگ پرس منتشر شد.